# Wildson Índio
Wildson Índio (* 20. Mai 1997 in Paulista), mit vollständigen Namen Wildson Silva de Melo, auch bekannt als Wildson oder Índio, ist ein brasilianischer Fußballspieler.

## Karriere
Wildson Índio erlernte das Fußballspielen in der Jugendmannschaft von Sport Recife im brasilianischen Recife im Bundesstaat Pernambuco. Hier unterschrieb er am 1. März 2017 auch seinen ersten Vertrag. Mit Recife gewann er 2017 die  Staatsmeisterschaft von Pernambuco. Bei dem Erstligisten stand er bis Juli 2018 unter Vertrag. Am 19. Juli 2018 ging er nach Europa, wo er in Zypern einen Vertrag bei Ermis Aradippou unterschrieb. Der Verein aus Aradippou spielte in der ersten Liga, der First Division. Bis August 2019 absolvierte er 17 Erstligaspiele für Ermis. Mitte August 2019 zog es ihn nach Portugal, wo er einen Vertrag beim Viertligisten CD Fátima in Fátima unterschrieb. Nach Vorrunde 2029/20 ging er zum ebenfalls in der vierten Liga spielenden Valadares Gaia FC nach Valadares. Mitte Oktober 2020 kehrte er nach Brasilien zurück. Hier spielte er bis Mitte 2022 für den Villa Nova AC, Afogados da Ingazeira FC, Madureira EC und den Cianorte FC. Im Juli 2022 ging er nach Asien, wo ihn der thailändische Erstligist Khon Kaen United FC unter Vertrag nahm. Hier spielte auch sein Bruder Ibson Melo. Nach nur fünf Ligaspielen wurde sein Vertrag bei dem Verein aus Khon Kaen nicht verlängert.

## Erfolge
Sport Recife
- Staatsmeisterschaft von Pernambuco: 2017

## Sonstiges
Wildson Índio ist der Bruder von Ibson Melo.